# Landsväg i Tavastland
Landsväg i Tavastland (finska: Maantie Hämeessä), eller En het sommardag, är en målning av Werner Holmberg från 1860.
Målningen avbildar en landsväg i Tavastland, med en vagn som kör på den, en varm sommardag. Den är en av de tio konstverk, som av finländska konstinstitutioner valdes att ingå i Europeanas bildkonstprojekt 2016 för att representera Finland.

## Proveniens
Målningen är deponerad sedan 1905 på Ateneum i Helsingfors.